# Waldburg (Autriche)
Pour les articles homonymes, voir Waldburg.
Waldburg est une commune autrichienne du district de Freistadt en Haute-Autriche.

## Jumelage
- Waldburg (Allemagne) depuis 1995